# Barthelemi Guichard
Barthelemi Guichard (Orange, circa 1400 – Orange, 1443) of Bartholomeus I was bisschop van Orange (1431-1443). Hij heeft ervoor gezorgd dat Lodewijk II van Chalon-Arlay erkend werd in al zijn rechten als prins van Oranje.

## Levensloop

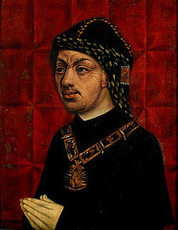
Lodewijk III van Anjou erkende Lodewijk II van Chalon-Arlay als prins van Oranje

Guichard was geboren in Orange, in het prinsdom Oranje (Heilige Roomse Rijk). Hij koos voor een carrière als geestelijke in Avignon, in het buurland Comtat Venaissin, een pauselijke staat in het Heilige Roomse Rijk. In Avignon was hij kanunnik en hoogleraar in het kerkelijk recht aan de universiteit. Avignon was de stad van de tegenpausen, als gevolg van het Westers Schisma. Guichard combineerde zijn job bij de tegenpaus met deze van kapelaan van de paus in Rome. In Rome was hij ook auditeur van het Apostolisch Paleis, wat hem het recht gaf te verblijven aan het pauselijk hof. In Rome leerde hij de latere paus Martinus V kennen, kardinaal Oddone Colonna. Hij was aanwezig op het concilie van Konstanz waarbij Colonna tot paus Martinus V werd verkozen (1414-1418) en er alzo een einde kwam aan het Westers Schisma.
Met goedkeuring van Lodewijk II van Chalon-Arlay, prins van Oranje, werd Guichard tot bisschop van Orange gewijd, vlak voor de dood van paus Martinus V (1431). De wijding vond plaats zonder de goedkeuring van het kapittel van de kathedraal van Orange. Het kapittel vond dit een provocatie aangezien het de voorganger van Guichard, Guillaume VIII van Oranje, had verjaagd. Het dispuut tussen het kapittel van Orange en paus Martinus V was hevig. Martinus V zond daarom als nieuwe bisschop zijn vertrouweling Guichard. Guichard was niet alleen een vertrouweling van paus Martinus V, maar ook van prins Lodewijk II van Oranje en van koning Lodewijk VII van Frankrijk. Zijn bisschopsnaam was Bartholomeus I.
Het prinsdom Oranje kende niet alleen een dispuut tussen het kapittel en Rome. Oranje werd eveneens geteisterd door rooftochten van Rudolf, heer van Gaucourt. Guichard had als rode draad in zijn beleid: het volledig herstel van prins Lodewijk II als prins van Oranje. De bevolking van Orange ontving Guichard als hun bevrijder. De eerste bekommernis van Guichard was de juridische basis verzekeren van Lodewijk II als heerser van het prinsdom Oranje. Een akkoord met Lodewijk III van Anjou, graaf van Provence in het Heilige Roomse Rijk, gaf hem deze juridische basis. Vervolgens liet Guichard werken uitvoeren in het prinsdom Oranje, waarbij de schade door de rooftochten hersteld werd. De rooftochten van Rudolf van Gaucourt waren overigens gestopt. Bisschop Guichard liet de relieken van de heilige Eutropius van Orange in een zilveren relikwiehouder onderbrengen. 
Hij negeerde verder het kapittel van de kathedraal door hun rechten en voorrechten te beperken. Na 15 jaar pontificaat stierf hij in 1443.